# Mordellistena andreini
Mordellistena andreini es una especie de coleóptero de la familia Mordellidae.

## Distribución geográfica
Habita en Eritrea.